# Liste der Baudenkmale in Loxstedt
In der Liste der Baudenkmale in Loxstedt sind alle Baudenkmale der niedersächsischen Gemeinde Loxstedt aufgelistet. Die Quelle der  Baudenkmale ist der Denkmalatlas Niedersachsen. Der Stand der Liste ist der 24. Dezember 2023.

## Allgemein
In den Spalten befinden sich folgende Informationen:
- Lage: die Adresse des Baudenkmales und die geographischen Koordinaten. Kartenansicht, um Koordinaten zu setzen. In der Kartenansicht sind Baudenkmale ohne Koordinaten mit einem roten Marker dargestellt und können in der Karte gesetzt werden. Baudenkmale ohne Bild sind mit einem blauen Marker gekennzeichnet, Baudenkmale mit Bild mit einem grünen Marker.
- Bezeichnung: Bezeichnung des Baudenkmales
- Beschreibung: die Beschreibung des Baudenkmales. Unter § 3 Abs. 2 NDSchG werden Einzeldenkmale und unter § 3 Abs. 3 NDSchG Gruppen baulicher Anlagen und deren Bestandteile ausgewiesen.
- ID: die Objekt-ID des Baudenkmales
- Bild: ein Bild des Baudenkmales, ggf. zusätzlich mit einem Link zu weiteren Fotos des Baudenkmals im Medienarchiv Wikimedia Commons. Wenn man auf das Kamerasymbol klickt, können Fotos zu Baudenkmalen aus dieser Liste hochgeladen werden:

## Bexhövede

### Gruppe: Kirche/Kirchhof, Am Bekeshoop 2
Die Gruppe hat die ID 31252897.

| Lage                                       | Bezeichnung | Beschreibung | ID       | Bild           |
| ------------------------------------------ | ----------- | --- | -------- | -------------- |
| Am Bekeshoop 2 53° 29′ 25″ N, 8° 41′ 30″ O | Kirche      | Einschiffiger Feldsteinbau mit Kantenquadern aus Portasandstein, teilweise auch Granitsteinen. Erbaut vor 1184 als Eigenkirche der Brüder Gelmer, Albert und Lüder von Bexhövede. Der eingezogene Rechteckchor erhielt im 15. Jh. eine Erweiterung in Backstein auf Feldsteinsockel und nachträglich mit Strebepfeilern versehen. Westturm 1751 in Fachwerk erhöht. Im Inneren die drei Joche des späten 12. Jh. mit Gratgewölben über kämpferlosen Wandpfeilern, im zweijochigen Schiff ohne Gurtbogen; zwischen Schiff und Chor ein breiter Rundbogen. Im östlichen Joch des Chores Kreuzrippengewölbe des 15. Jh. auf Konsolen. | 31257408 | Weitere Bilder |
| Am Bekeshoop 2 53° 29′ 25″ N, 8° 41′ 29″ O | Kirchhof    | Der die Kirche umgebende Kirchhof, eingefriedet von einer Feldsteinmauer. | 31257065 | BW             |

### Einzelbaudenkmale
| Lage                                                   | Bezeichnung    | Beschreibung | ID       | Bild |
| ------------------------------------------------------ | -------------- | --- | -------- | ---- |
| Lindenallee/Kiebuschstraße 53° 29′ 21″ N, 8° 41′ 34″ O | Kriegerdenkmal | Findling auf Sockel, gestaltet als schlichtes Steinmal mit dem Relief eines Stahlhelms. Mit eingelassenen Namenstafeln der Gefallenen des Ersten Weltkrieges. Aufgestellt um 1920. Um 1950 ergänzt um Tafeln der Gefallenen des Zweiten Weltkrieges. | 31257449 | BW   |

## Büttel

### Gruppe: Kirche/Kirchhof Hake-Betcken-Str.
Die Gruppe hat die ID 31252962.

| Lage                                            | Bezeichnung | Beschreibung | ID       | Bild           |
| ----------------------------------------------- | ----------- | --- | -------- | -------------- |
| Hake-Betcken-Straße 53° 25′ 38″ N, 8° 32′ 35″ O | Kirche      | Dreiachsige Saalkirche aus Backsteinmauerwerk mit 3/6-Chorschluss von vor 1506; 1717 bei Sturmflut schwer beschädigt, 1971 Neubau des Westturms | 31257468 | Weitere Bilder |
| Hake-Betcken-Straße 53° 25′ 39″ N, 8° 32′ 35″ O | Friedhof    | Die Kirche umgebender Kirchhof, der noch immer als Friedhof genutzt wird. Mit altem Baumbestand und historischen Grabsteinen des 17.- 19. Jh.   | 31257493 | BW             |

### Einzelbaudenkmale
| Lage                                              | Bezeichnung               | Beschreibung | ID       | Bild |
| ------------------------------------------------- | ------------------------- | --- | -------- | ---- |
| Hake-Betcken-Straße 4 53° 25′ 39″ N, 8° 32′ 39″ O | Speicher                  | 2-gesch. Backsteinbau mit Satteldach von vermutlich um 1700 | 31257514 | BW   |
| Weserstraße 20 53° 25′ 37″ N, 8° 32′ 32″ O        | Schule                    | 1-gesch. Backsteinbau von 1907 auf Sockel | 31257553 | BW   |
| Weserstraße 29 53° 25′ 34″ N, 8° 32′ 19″ O        | Wohn-/ Wirtschaftsgebäude | Vierständer-Hallenhaus von 1807 mit massiven Backsteinaußenwänden, vollständiges Innengerüst von 1807, ehemals Wohn-/ Wirtschaftsgebäude der zugehörigen Ziegelei | 31257576 | BW   |
| Weserstraße 29 53° 25′ 35″ N, 8° 32′ 19″ O        | Altenteil                 | Backsteinbau von 1840 mit schlichter Backsteinfassade | 31257624 | BW   |
| Weserstraße 29 53° 25′ 34″ N, 8° 32′ 20″ O        | Scheune                   | Backsteinbau von 1879 nach Art eines Vierständer-Hallenhauses mit seitlicher Längsdurchfahrt                                                                      | 31257601 | BW   |
| Weserstraße 29 53° 25′ 35″ N, 8° 32′ 19″ O        | Hofpflaster               | Historische Hofpflasterung zwischen den umliegenden Gebäuden. | 31257646 | BW   |

## Donnern

### Einzelbaudenkmale
| Lage                                                                         | Bezeichnung | Beschreibung | ID       | Bild |
| ---------------------------------------------------------------------------- | ----------- | --- | -------- | ---- |
| Bexhöveder Straße/Hosermühlener Straße, Loxstedt 53° 29′ 43″ N, 8° 42′ 30″ O | Ehrenmal    | Grünanlage im Straßendreieck mit einem Steinrondell von um 1920 mit Findling, Marmorplatten mit Namen und Lebensdaten der Gefallenen des Ersten Weltkrieges, Kranz aus schwarzen Granittafeln von um 1950 mit Widmung und Namen der Gefallenen des Zweiten Weltkrieges | 31259232 |      |

## Düring

### Einzelbaudenkmale
| Lage                                        | Bezeichnung | Beschreibung | ID       | Bild |
| ------------------------------------------- | ----------- | --- | -------- | ---- |
| Cronemeyerstraße 53° 28′ 2″ N, 8° 40′ 14″ O | Ehrenmal    | Natursteinpfeiler mit Inschrifttafeln. Errichtet 1898 für Pastor Eberhard Cronemeyer (1842-1896), dem Begründer der Kolonie Friedrich-Wilhelmsdorf beim Dorf Düring (Kolonie für Arbeits- und Obdachlose), in der Nähe des Bahnhofs Loxstedt. Die Kolonie wurde 1886 eingeweiht. | 31257922 | BW   |

## Fleeste

### Einzelbaudenkmale
| Lage                                       | Bezeichnung            | Beschreibung | ID       | Bild |
| ------------------------------------------ | ---------------------- | --- | -------- | ---- |
| An der Balge 1 53° 28′ 6″ N, 8° 34′ 39″ O  | Villa                  | 1-gesch. Massivbau auf hohem Sockel von um 1870 | 31257806 | BW   |
| An der Balge 1 53° 28′ 6″ N, 8° 34′ 38″ O  | Garten                 | Der die Villa umgebende Garten mit schmiedeeiserner Einfriedung. Prägend ist auch der Wassergraben um das Grundstück.                                                                                           | 31257124 | BW   |
| Auf der Jührde 53° 28′ 41″ N, 8° 34′ 25″ O | Rest des alten Deiches | | 31257994 | BW   |
| Knipweg 5 53° 28′ 5″ N, 8° 34′ 38″ O       | Ziegelbrücke           | Brücke über örtlichen Bach, Unterbau aus Backstein, Betonübergang, zur Grundstücksseite zwei Backsteinpfosten, Geländer aus Schmiedeeisen mit zwei gespiegelten Elementen; seitliche schmiedeeiserne Abstützung | 31257848 | BW   |

## Holte

### Einzelbaudenkmale
| Lage                                        | Bezeichnung               | Beschreibung | ID       | Bild |
| ------------------------------------------- | ------------------------- | --- | -------- | ---- |
| Holter Allee 30 53° 25′ 57″ N, 8° 34′ 16″ O | Wohn-/ Wirtschaftsgebäude | Ursprünglich Zweiständerkonstruktion 1619 in Fachwerk, Wirtschaftsteil 1853 mit Backstein ummantelt, seitdem mit Satteldach, vom Vorgängerbau am Wirtschaftsgiebels verzierte Wappentafel von 1622 (i), Wohnteil baulich verändert | 31257970 | BW   |

## Landwürden(Dedesdorf)

### Gruppe: Kirche/Kirchhof
Die Gruppe hat die ID 31252907.

| Lage                                  | Bezeichnung    | Beschreibung | ID       | Bild           |
| ------------------------------------- | -------------- | --- | -------- | -------------- |
| Fährstraße 53° 26′ 41″ N, 8° 30′ 5″ O | St. Laurentius | Saalkirche aus Backstein vom Ende des 13. Jh., Schiff nach Abbruch des Chores 1838 rechteckig nach Osten verlängert, Westturm 1870 ergänzt, frühgotisches Südportal erhalten, Inschrifttafel von 1663; Innen: oberer Abschluss durch Balkendecke von 1648, West--und Nordempore von 1626-1644, Brüstungen unter Rundbögen mit gemalten testamentarischen Szenen. Rekonstruierter Altaraufbau, im Zentrum ein Gemälde, Kleine Orgel, 1698 von Arp Schnitger, 1742/45 von Eilert Köhler, Oldenburg, erweitert, Kanzelkorb mit kannelierten Ecksäulen, Ohrmuschelwerk und Puttengesichtern, Kirchenstuhl 1757, Taufstein 14. Jh., gerundete Kuppa mit Rankenfries, Fuß mit Nodus und polygonalem Schaft, zwei gotische Sandsteinskulpturen | 31257710 | Weitere Bilder |
| Fährstraße 53° 26′ 40″ N, 8° 30′ 5″ O | Kirchhof       | Die Kirche umgebender Kirchhof mit zahlreichen Grabmalen des 17., 18. und 19. Jh. | 31257736 | Weitere Bilder |
| Fährstraße 53° 26′ 40″ N, 8° 30′ 6″ O | Kriegerdenkmal | Sandsteindenkmal mit dreistufigem Sockel bei der Kirche. Steinmetzmäßig bearbeitet, gekrönt vom Relief eines Eisernen Kreuzes, darunter Gedenkspruch, Jahreszahlen 1914–1918 im Sockel, dazwischen Namen der Gefallenen des Ersten Weltkrieges aus Dedesdorf und den Nachbarorten. Entwurf: H. A. Ritter, Ausführung: B. Högl 1922. Namen der Opfer des Zweiten Weltkrieges um 1950 an den übrigen drei Seiten | 31257761 | BW             |

### Gruppe: Mühlenhof Zur Windmühle 46
Die Gruppe hat die ID 31252847.

| Lage                                        | Bezeichnung           | Beschreibung | ID       | Bild           |
| ------------------------------------------- | --------------------- | --- | -------- | -------------- |
| Zur Windmühle 46 53° 26′ 28″ N, 8° 31′ 0″ O | Galerieholländermühle | Mühle von 1847 mit achteckigen Backsteinunterbau und reetgedeckter Mühlenkopf mit Haube und Flügeln sowie hölzerne Galerie | 31258383 | Weitere Bilder |
| Zur Windmühle 46 53° 26′ 27″ N, 8° 31′ 0″ O | Wohnhaus              | 2-geschossiger Backsteinbau vom Ende 19. Jh.                                                                               | 31258409 | Weitere Bilder |
| Zur Windmühle 46 53° 26′ 27″ N, 8° 31′ 0″ O | Scheune               | Backsteinbau von um 1890 mit drempelartiger Wandüberhöhung                                                                 | 31258361 | Weitere Bilder |

### Gruppe: Hofanlage Minneörterstraße 5
Die Gruppe hat die ID 31252887.

| Lage                                           | Bezeichnung               | Beschreibung                                                                           | ID       | Bild |
| ---------------------------------------------- | ------------------------- | -------------------------------------------------------------------------------------- | -------- | ---- |
| Minneörterstraße 5 53° 26′ 45″ N, 8° 31′ 25″ O | Wohn-/ Wirtschaftsgebäude | Backsteinbau von 1898, Grundrissorganisation nach Art des Vierständer-Hallenhauses     | 31259052 | BW   |
| Minneörterstraße 5 53° 26′ 45″ N, 8° 31′ 27″ O | Scheune                   | Backsteinbau von 1898, Konstruktion und Grundriss am Vierständer-Hallenhaus orientiert | 31259075 | BW   |

### Einzelbaudenkmale
| Lage                                                 | Bezeichnung               | Beschreibung | ID       | Bild |
| ---------------------------------------------------- | ------------------------- | --- | -------- | ---- |
| Amtsstraße 3 53° 26′ 40″ N, 8° 30′ 12″ O             | Zollhaus                  | 1-gesch. quadratischer Backsteinbau von 1813 mit Pyramidendach                                                                                         | 31257690 | BW   |
| Fährstraße 14a 53° 26′ 41″ N, 8° 30′ 5″ O            | Wohn-/ Wirtschaftsgebäude | 1-gesch. Backsteingebäude mit Reetdeckung von um 1860                                                                                                  | 31257783 | BW   |
| Weserdeich 53° 25′ 30″ N, 8° 30′ 21″ O               | Deich                     | Rechter Weserdeich | 31259143 | BW   |
| Wiemsdorfer Dorfstraße 4 53° 26′ 42″ N, 8° 31′ 20″ O | Wohn-/ Wirtschaftsgebäude | Zweiständerhallenhaus in Fachwerk reetgedecktem Dach, Wirtschaftsteil mit Fächerrosetten von 1638, übrige Konstruktion von 1809 nach Dorfband von 1808 | 31259100 | BW   |

## Loxstedt

### Gruppe: Kirche/Kirchhof, Kirchenstr. 1
Die Gruppe hat die ID 31252992.

| Lage                                        | Bezeichnung | Beschreibung | ID       | Bild           |
| ------------------------------------------- | ----------- | --- | -------- | -------------- |
| Kirchenstraße 1 53° 28′ 13″ N, 8° 38′ 51″ O | Kirche      | Einschiffige Backsteinkirche mit 5/8-Chor, mit Satteldach, über dem Chor polygonal gewalmt, Westturm mit glockenförmiger Haube. Im Kern (Schiff und Turm) im 14. Jh. erbaut, Chor Mitte des 15. Jh. ergänzt, Saalkirche mit Gewölbe mit Gewölbemalereien, Altaraufsatz 1700; Orgel mit altem Prospekt und originalem Werk von 1767–89 | 31258038 | Weitere Bilder |
| Kirchenstraße 1 53° 28′ 13″ N, 8° 38′ 51″ O | Ehrenmal    | Über breitem Natursteinsockel mit vier niedrigen Eckpfeilern liegender großer Findling, bekrönt von einem aus Metall gefertigten Soldaten in Lebensgröße mit Fahne. Gewidmet vom Kriegerverein den „Kämpfern von 1870/71“, enthüllt am 22. Mai 1910.                                                                                  | 31258085 | BW             |
| Kirchenstraße 1 53° 28′ 12″ N, 8° 38′ 51″ O | Kirchhof    | Der die Kirche umgebende Kirchhof als Grünfläche mit alten Grabsteinen. | 31258061 | BW             |

### Einzelbaudenkmale
| Lage                                                | Bezeichnung               | Beschreibung | ID       | Bild |
| --------------------------------------------------- | ------------------------- | --- | -------- | ---- |
| Claus-Gieschen-Straße 5 53° 28′ 15″ N, 8° 38′ 44″ O | Wohn-/ Wirtschaftsgebäude | Zweiständerhallenhaus in Fachwerk vom Anfang des 19. Jh., Wohnteil um 1890 mit Steilgiebel, Satteldach und in Backsteinmauerwerk ersetzt | 31258015 | BW   |
| Claus-Gieschen-Straße 5 53° 28′ 15″ N, 8° 38′ 45″ O | Hofpflasterung            | Freifläche mit historischem Pflaster vor dem Wirtschaftsgiebel.                                                                          | 31257174 | BW   |
| Kirchenstraße 19 53° 28′ 16″ N, 8° 38′ 34″ O        | Wohn-/ Wirtschaftsgebäude | Backsteinbau von 1864 als Vierständer-Hallenhausesunter, Dach mit Reetdeckung                                                            | 31258109 | BW   |

## Nesse

### Gruppe: Hofanlage Wulsdorfer Straße 1
Die Gruppe hat die ID 31252857.

| Lage                                              | Bezeichnung            | Beschreibung | ID       | Bild |
| ------------------------------------------------- | ---------------------- | --- | -------- | ---- |
| c Wulsdorfer Straße 1 53° 27′ 18″ N, 8° 36′ 33″ O | Stall                  | Langgestreckter Backsteinbau von 1907 mit Drempel | 31258293 | BW   |
| Wulsdorfer Straße 1 53° 27′ 17″ N, 8° 36′ 32″ O   | Gulfhaus               | Großer Backsteinbau als Gulfhaus von 1914, Wohnteil quergestellt, Wirtschaftsteil mit seitlicher Einfahrt und Dielenanordnun, zweigeschossiger Eingangsbereich in Westfassade | 31258269 | BW   |
| Wulsdorfer Straße 1 53° 27′ 17″ N, 8° 36′ 34″ O   | Querdurchfahrtsscheune | Backsteinbau von 1914 | 31258315 | BW   |

### Gruppe: Hofanlage Georgstraße 4
Die Gruppe hat die ID 31252877.

| Lage                                     | Bezeichnung               | Beschreibung                                                                                    | ID       | Bild |
| ---------------------------------------- | ------------------------- | ----------------------------------------------------------------------------------------------- | -------- | ---- |
| Georgstraße 4 53° 27′ 26″ N, 8° 37′ 2″ O | Wohn-/ Wirtschaftsgebäude | Mächtiger Backsteinbau von um 1880 mit der Grundrissorganisation eines Vierständer-Hallenhauses | 31258200 | BW   |
| Georgstraße 4 53° 27′ 26″ N, 8° 37′ 3″ O | Remise                    | Backsteinbau von 1910 mit schiefergedecktem Krüppelwalmdach m                                   | 31258246 | BW   |

### Einzelbaudenkmale
| Lage                                       | Bezeichnung    | Beschreibung | ID       | Bild |
| ------------------------------------------ | -------------- | --- | -------- | ---- |
| Stoteler Straße 53° 27′ 5″ N, 8° 36′ 25″ O | Straßenverlauf | Straße mit Kopfsteinpflaster, Sommerweg und Alleebäumen im gesamten Verlauf innerhalb des Ortes Nesse. Gewundene Straße im grundsätzlichen Nord-Süd-Verlauf. | 31258901 |      |

## Neuenlande

### Einzelbaudenkmale
| Lage                                            | Bezeichnung | Beschreibung | ID       | Bild |
| ----------------------------------------------- | ----------- | --- | -------- | ---- |
| Neuenlander Straße 15 53° 25′ 5″ N, 8° 32′ 1″ O | Ehrenmal    | Granitpfeiler, umgeben von kleiner Grünanlage. Auf dem Pfeiler die Namen der Gefallenen des Ortes des Ersten Weltkrieges. Errichtet um 1920. Später ergänzt um die Namen der Gefallenen des Zweiten Weltkrieges. | 31258340 | BW   |

## Overwarfe

### Gruppe: Hofanlage Warftenstraße 25
Die Gruppe hat die ID 31253002.

| Lage                                        | Bezeichnung               | Beschreibung                                                                        | ID       | Bild |
| ------------------------------------------- | ------------------------- | ----------------------------------------------------------------------------------- | -------- | ---- |
| Warftenstraße 25 53° 28′ 5″ N, 8° 32′ 24″ O | Wohn-/ Wirtschaftsgebäude | Backsteinbau, Wohnteil mit Steilgiebel von 1815 datiert, Wirtschaftsgiebel von 1844 | 31258431 | BW   |
| Warftenstraße 25 53° 28′ 5″ N, 8° 32′ 23″ O | Querdurchfahrtsscheune    | Backsteinbau mit Drempel von um 1850.                                               | 31258454 | BW   |
| Warftenstraße 25 53° 28′ 5″ N, 8° 32′ 22″ O | Tor                       | Schmiedeeisernes Tor in der einfriedenden Backsteinmauer zur Straße                 | 31258500 | BW   |
| Warftenstraße 25 53° 28′ 5″ N, 8° 32′ 22″ O | Einfriedung               | Straßenseitige Backsteinmauer als Einfriedung der Hofanlage                         | 31258477 | BW   |

### Gruppe: Hofanlage Warftenstraße 50
Die Gruppe hat die ID 31253012.

| Lage                                        | Bezeichnung               | Beschreibung                                                                                  | ID       | Bild |
| ------------------------------------------- | ------------------------- | --------------------------------------------------------------------------------------------- | -------- | ---- |
| Warftenstraße 50 53° 28′ 1″ N, 8° 32′ 15″ O | Wohn-/ Wirtschaftsgebäude | Backsteinbau von 1865 mit um 1875 angefügtem Stallteil                                        | 31258523 | BW   |
| Warftenstraße 50 53° 28′ 2″ N, 8° 32′ 15″ O | Gulfscheune               | Backsteinbau von um 1895, Gulfhaus mit Stallbereich                                           | 31258547 | BW   |
| Warftenstraße 50 53° 28′ 1″ N, 8° 32′ 16″ O | Zufahrt                   | Hofraum mit gepflasterter Zufahrt und gepflastertem Hof sowie straßenseitig altem Baumbestand | 31257344 | BW   |

## Schwegen

### Einzelbaudenkmale
| Lage                                  | Bezeichnung | Beschreibung | ID       | Bild |
| ------------------------------------- | ----------- | --- | -------- | ---- |
| Schwegen 1 53° 25′ 9″ N, 8° 34′ 10″ O | Mausoleum   | Backsteinbau von 1862 mit allseitig je drei spitzbogigen Blendnischen und giebelseitigen Eingang, flankiert von zwei Grabsteinen | 31258615 | BW   |

## Stinstedt

### Einzelbaudenkmale
| Lage                                                    | Bezeichnung    | Beschreibung | ID       | Bild |
| ------------------------------------------------------- | -------------- | --- | -------- | ---- |
| Alte Schulstraße/Ringstraße 53° 28′ 13″ N, 8° 42′ 34″ O | Kriegerdenkmal | Monument aus Naturstein, auf mehrstufigem Sockel. Eingelassene Metallornamente und -tafeln mit den Namen der Gefallenen Stinstedts des Ersten Weltkrieges; errichtet um 1920. Um 1950 ergänzt um eine Tafel mit den Namen der Gefallenen des Zweiten Weltkrieges. | 31258660 |      |

## Stotel

### Gruppe: Kirche/Kirchhof An der Kirche
Die Gruppe hat die ID 31252917.

| Lage                                     | Bezeichnung | Beschreibung | ID       | Bild           |
| ---------------------------------------- | ----------- | --- | -------- | -------------- |
| An der Kirche 53° 27′ 4″ N, 8° 35′ 56″ O | Kirche      | Saalkirche mit Satteldach und polygonalem Walm über dem Chor, im Kern von vor 1350, 5/10-Chorabschluss von um 1500 wie der Westturm, Taufbecken von 1639, Kanzelaltar um 1660, neue Innenausstattung um 1750 mit Gestühl, Emporen und gewölbter Decke, Turm 1860 ergänzt | 31258678 | Weitere Bilder |
| An der Kirche 53° 27′ 4″ N, 8° 35′ 55″ O | Kirchhof    | Der die Kirche umgebende Kirchhof mit Grabsteinen des 17. bis 19. Jh. | 31258702 | BW             |

### Gruppe: Jüdischer Friedhof
Die Gruppe hat die ID 31253033.

| Lage                                    | Bezeichnung | Beschreibung | ID       | Bild |
| --------------------------------------- | ----------- | --- | -------- | ---- |
| Schulstraße 53° 26′ 29″ N, 8° 36′ 12″ O | Friedhof    | Südlich der Ortschaft am Rande des Stoteler Moores. Etwa 1860 eröffnet. Parzelle von Bäumen gesäumt. Ca. 13 Grabsteine erhalten. Wahrscheinlich schon 1896 aufgrund der geringen Anzahl Stoteler Juden nicht mehr genutzt. Die Größe beträgt 693 m². | 31258923 | BW   |

### Gruppe: Hofanlage Kastanienstr. 2
Die Gruppe hat die ID 31252938.

| Lage                                         | Bezeichnung               | Beschreibung                                                                       | ID       | Bild |
| -------------------------------------------- | ------------------------- | ---------------------------------------------------------------------------------- | -------- | ---- |
| Kastanienstraße 2 53° 27′ 1″ N, 8° 35′ 54″ O | Wohn-/ Wirtschaftsgebäude | Backsteinbau von 1885 mit der Grundrissorganisation eines Vierständer-Hallenhauses | 31258854 | BW   |
| Kastanienstraße 2 53° 27′ 2″ N, 8° 35′ 53″ O | Scheune                   | Backsteinbau uvon um 1890                                                          | 31258878 | BW   |
| Kastanienstraße 2 53° 27′ 1″ N, 8° 35′ 53″ O | Feldsteinpflaster         | Historische Feldsteinpflasterung des Hofes                                         | 31257105 | BW   |

### Einzelbaudenkmale
| Lage                                          | Bezeichnung               | Beschreibung | ID       | Bild |
| --------------------------------------------- | ------------------------- | --- | -------- | ---- |
| An der Kirche 9 53° 27′ 3″ N, 8° 35′ 56″ O    | Wohn-/ Wirtschaftsgebäude | Backsteinbau als Vierständer-Hallenhauses von 1885 mit schiefergedecktem Satteldach                                                 | 31258741 | BW   |
| An der Kirche 1 53° 27′ 0″ N, 8° 35′ 57″ O    | Wohn-/ Wirtschaftsgebäude | Backsteinbau als Vierständer-Hallenhaus von 1866, mit Niedersachsengiebel, Dach in Reetdeckung                                      | 31258722 | BW   |
| An der Kirche 1 53° 26′ 59″ N, 8° 35′ 58″ O   | Hofpflasterung            | Historische Pflasterung vor dem südlichen Giebel und südwestlich des Hauses                                                         | 31257158 | BW   |
| Työrgenstraße 6 53° 27′ 2″ N, 8° 35′ 47″ O    | Wohn-/ Wirtschaftsgebäude | Zweiständer-Hallenhaus von um 1860 mit reetgedecktem Satteldach, Wohnteil mit Krüppelwalm, Außenwände um 1900 in Backstein erneuert | 31258944 | BW   |
| Fleester Straße 2 53° 26′ 52″ N, 8° 35′ 49″ O | Schule                    | 2-gesch. Backsteinbau von um 1890, heute Kulturzentrum Alte Schule                                                                  | 31258786 | BW   |

## Ueterlande

### Einzelbaudenkmale
| Lage                                             | Bezeichnung    | Beschreibung                                                                          | ID       | Bild |
| ------------------------------------------------ | -------------- | ------------------------------------------------------------------------------------- | -------- | ---- |
| Oldenburger Straße 2 53° 28′ 42″ N, 8° 33′ 17″ O | Scheune        | Backsteinbau von um 1870 als Vierständer-Hallenhaus mit reetgedecktem Krüppelwalmdach | 31259009 | BW   |
| Oldenburger Straße 2 53° 28′ 41″ N, 8° 33′ 15″ O | Hofpflasterung | Zufahrt und Freifläche südwestlich vor der Scheune mit historischer Pflasterung       | 31259033 | BW   |

## Ehemalige Baudenkmale
| Lage                                  | Bezeichnung              | Beschreibung | ID | Bild |
| ------------------------------------- | ------------------------ | ------------ | -- | ---- |
| Indiek 20 53° 25′ 21″ N, 8° 30′ 48″ O | Wohn-/Wirtschaftsgebäude |              |    | BW   |